# Yannick Lincoln
Yannick Lincoln (* 30. Dezember 1982 in Curepipe) ist ein mauritischer Radrennfahrer.

## Karriere
Auf der Straße gewann Lincoln zwischen 2007 und 2013 in jedem Jahr die mauritischer Meisterschaft im Einzelzeitfahren. Sechsmal gewann er zwischen 2005 und 2014 die Tour de Maurice, die im nationalen Rennkalender registriert ist.
2016 wurde er im Mountainbike-Marathon afrikanischer Meister.

## Erfolge
2007
- Mauritischer Meister – Einzelzeitfahren

2008
- Mauritischer Meister – Einzelzeitfahren

2009
- Mauritischer Meister – Einzelzeitfahren

2010
- Mauritischer Meister – Einzelzeitfahren

2011
- Mauritischer Meister – Einzelzeitfahren

2012
- Mauritischer Meister – Einzelzeitfahren

2013
- Mauritischer Meister – Einzelzeitfahren

2016
- Afrikameisterschaft – Mountainbike-Marathon

2019
- Afrikaspiele - Mountainbike-Marathon

2020
- Mauritischer Meister – Einzelzeitfahren